# Zenon Parvi

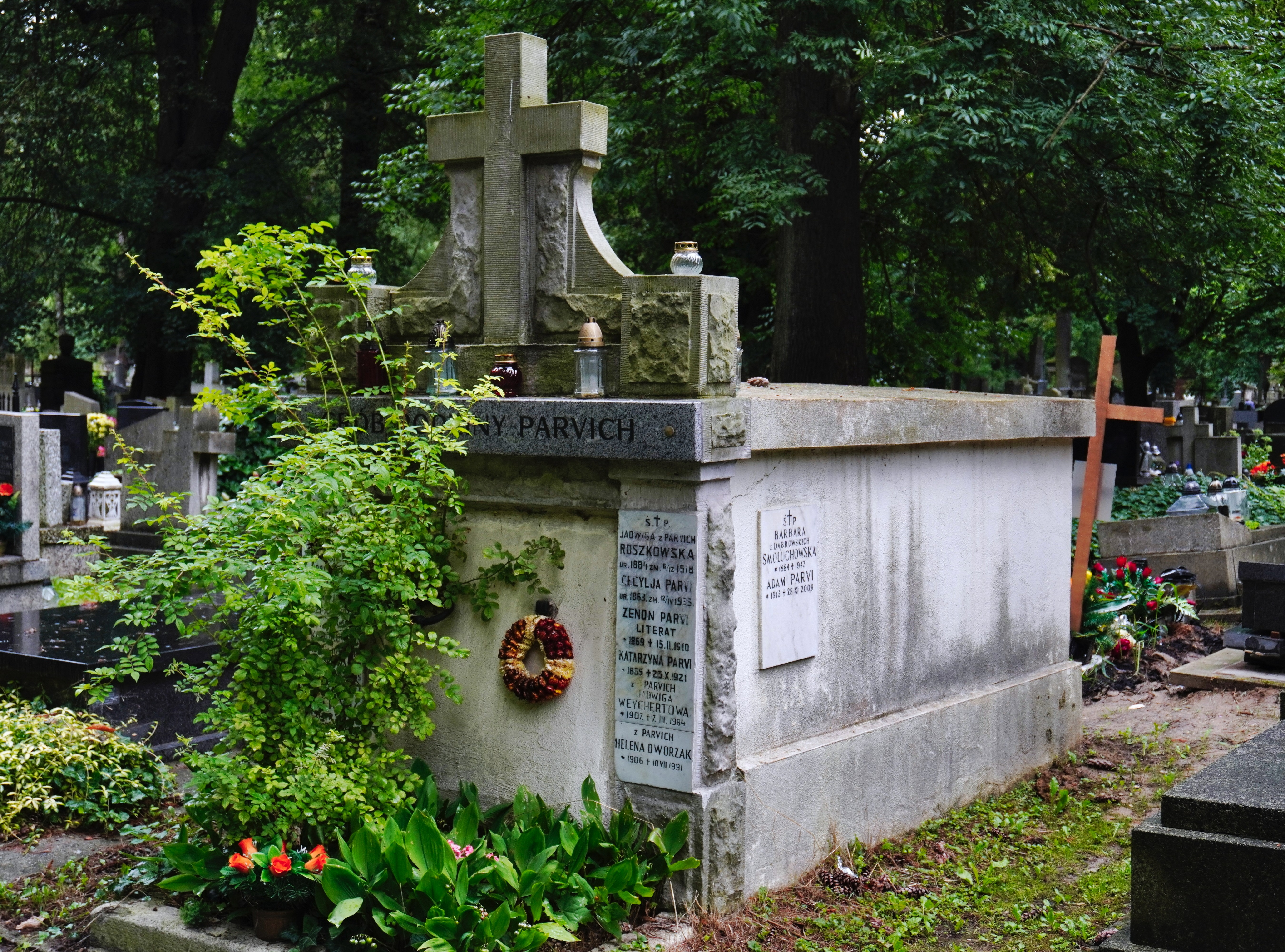
Grób Zenona Parviego na Cmentarzu Rakowickim w Krakowie

Zenon Parvi pseudonim Gabryel (ur. 22 grudnia 1868 w Krakowie, zm. 15 lutego 1910 tamże) – dziennikarz, dramatopisarz.

## Życiorys
Był jednym z dziewięciorga dzieci zegarmistrza Teofila Parviego (1823- po 1880) oraz jego żony Leontyny (1837-1906) z domu Rogowskiej. Ze  strony matki był bratem ciotecznym Stanisława Wyspiańskiego oraz Antoniego Waśkowskiego, szwagrem rzeźbiarza Tadeusza Błotnickiego. Był jednym z dziennikarzy "Nowej Reformy" oraz korespondentem pism warszawskich "Przeglądu Tygodniowego" oraz "Kuriera Codziennego". W latach 1901–1904 prowadził stałą rubrykę "Z Krakowa" omawiającą spektakle teatralne i wydawnictwa literackie. Jako dramatopisarz sławę zdobył naturalistycznym dramatem "Knajpa" opublikowanym  w 1903 ze wstępem Gabrieli Zapolskiej ukazującym społeczne skutki alkoholizmu. Współpracował ze sceną amatorską oraz teatrem ludowym pisząc na ich użytek popularne sztuki historyczne "Marsz, marsz Dąbrowski" z 1901, oraz "Rok 1794 (Berek Joselewicz)" z 1904. W 1907 na łamach "Nowej Reformy" w numerze 555 opublikował artykuł "Ze wspomnień o Wyspiańskim". Rodziny nie założył. Pochowany został na cmentarzu Rakowickim w kwaterze XIIIa w grobowcu rodzinnym.